# Kardiá
Kardiá (Kardia) är en ort i Grekland.   Den ligger i prefekturen Nomós Thessaloníkis och regionen Mellersta Makedonien, i den nordöstra delen av landet, 280 km norr om huvudstaden Aten. Kardiá ligger 184 meter över havet och antalet invånare är 3 394.
Terrängen runt Kardiá är huvudsakligen platt, men österut är den kuperad. Kardiá ligger uppe på en höjd.Runt Kardiá är det ganska tätbefolkat, med 78 invånare per kvadratkilometer. Närmaste större samhälle är Kalamaria, 13,1 km norr om Kardiá. Trakten runt Kardiá består till största delen av jordbruksmark.